# Marburgskolan

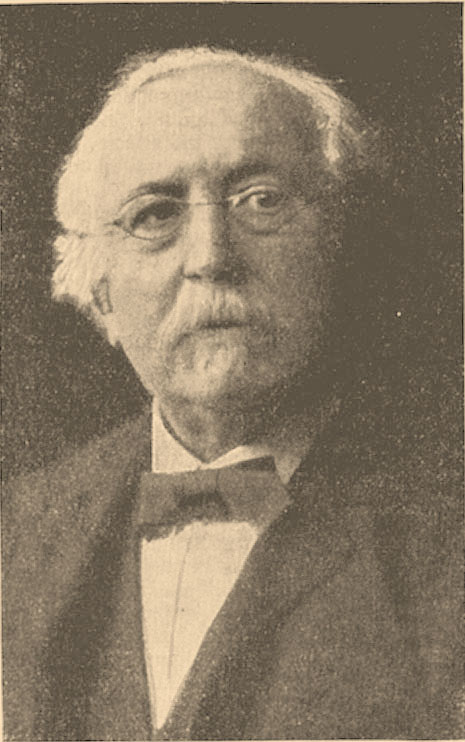
Hermann Cohen.

Marburgskolan var en riktning inom nykantianismen, grundad av Hermann Cohen. Den anslöt sig i stort till Kants filosofi, och försökte utveckla den till en logisk-kunskapsteoretisk idealism. Logiken, orienterad efter en matematisk-naturvetenskaplig kunskapstyp, utgjorde det centrala temat. Tankeskolan uppfattar tänkande som en oändlig process, vilken själv skapar sitt innehåll. Varje enskilt objekt är, enligt detta sätt att se på saken, bara en tillfällig vilopunkt i processen, och dessutom ett problem, som driver den vidare.
Man betonade "ren" tanke och etik, snarare än metafysik i konventionell mening.
Utöver Cohen själv kunde tankeskolan under en eller annan period räkna bland andra Paul Natorp, Nicolai Hartmann och Ernst Cassirer till sina anhängare.